# Forum métropolitain du Grand Paris
 (novembre 2017).
Ne doit pas être confondu avec la métropole du Grand Paris (EPCI regroupant Paris et la petite couronne), le Grand Paris (projet visant à transformer l’agglomération parisienne en une grande métropole mondiale), l'Atelier international du Grand Paris (groupement d'intérêt public chargé de mener une réflexion sur le Grand Paris), la Société du Grand Paris (établissement public chargé du réseau de transport Grand Paris Express) et la métropole de Paris (arrondissement de l'Église constitutionnelle).
Le Forum métropolitain du Grand Paris, anciennement dénommé Paris Métropole, est un syndicat mixte d’études, créé en juin 2009, qui repose sur une démarche de coopération entre plus de 200 collectivités d’Île-de-France de différents échelons : communes, intercommunalités (dont Établissements Publics Territoriaux et Métropole du Grand Paris), départements, région et autres établissements publics locaux comme les grands syndicats urbains. L’adhésion est ouverte aux collectivités qui appartiennent à l'unité urbaine de Paris au sens de l'INSEE. Le syndicat compte également des membres dits associés comme l'Association des maires d'Île-de-France.
Le Forum métropolitain du Grand Paris est une structure de coordination et de réflexion, qui permet aux élus des collectivités membres de travailler sur les enjeux métropolitains. Il ne dispose pas de compétences opérationnelles.
Le Forum métropolitain du Grand Paris travaille en partenariat avec les autres acteurs du Grand Paris (acteurs socio-économiques, universitaire...) ; il est assisté dans la réalisation de ses études par l'IAU Île-de-France et l'APUR. Il a été membre actif de l'AIGP et disposait auparavant[Quand ?] d'un comité des partenaires.
Les travaux de ce syndicat ont participé au projet gouvernemental dénommé Grand Paris (ou Région Capitale) mené par Christian Blanc, secrétaire d'État chargé du Développement de la région capitale jusqu'au 4 juillet 2010 (démission du gouvernement) puis par Michel Mercier, ministre de l'Espace rural et de l'Aménagement du territoire, qui comprend :
- un réseau de transport et des pôles économiques majeurs autour de Paris[2] (voir Grand Paris Express).
- la Société du Grand Paris qui est un établissement public chargé de construire ce nouveau métro automatique dans la banlieue parisienne (voir Grand Paris).
- une structure institutionnelle englobant la fusion de Paris et des départements de la petite couronne, dont la création est recommandée par plusieurs rapports (Comité pour la réforme des collectivités locales présidé par Édouard Balladur remis en mars 2009, et le rapport du sénateur Philippe Dallier, vice-président de la délégation sénatoriale aux collectivités territoriales et à la décentralisation).

À la suite d'amendements déposés au Sénat, le syndicat a été consulté par la Société du Grand Paris pour l'aménagement du métro. Cette reconnaissance des pouvoirs publics pourraient lui donner un rôle accru dans l'élaboration du Grand Paris et une plus grande représentativité grâce à l'adhésion des communes UMP de l'ouest parisien fort peu représentées jusqu'à présent. On peut dire que Paris Métropole est le syndicat du Grand Paris.
Le syndicat a co-présidé avec le préfet la mission de la préfiguration de la Métropole du Grand Paris.
Fin 2021, la Forum métropolitain se dissout

## Les relations Paris-banlieue

### Extensions successives
Le territoire parisien est le résultat d'extensions successives depuis l'antique Lutèce : enceintes de Philippe Auguste puis de Charles V jusqu'aux limites actuelles issues de la réforme du préfet Haussmann en 1860. Paris a englobé à cette date, en partie ou en totalité, plus de vingt communes de sa périphérie. Des villes telles que Montmartre, Belleville, La Villette et Passy ont disparu entièrement tandis que d'autres voyaient leur territoire réduit : c'est le cas de Montrouge, Vanves, Neuilly-sur-Seine, Le Pré-Saint-Gervais et Saint-Mandé.
Au cours du XXe siècle, la capitale a été accusée d'« exporter » vers ses voisins des nuisances de toutes sortes : cimetières, cités HLM, infrastructures de transport (voies ferrées, circulation automobile).
Historiquement et sociologiquement, Paris et sa banlieue ont évolué de façon antagoniste. Hormis lors de l'existence du département de la Seine (1790-1966) et lors de l'élaboration du schéma directeur de l'agglomération parisienne par Paul Delouvrier, celle-ci n'a jamais été administrée d'un seul tenant.
Paris n'est pas dotée d'une structure administrative concernant une part importante de l'agglomération, contrairement à certaines grandes métropoles européennes : l'exemple le plus cité est celui de la Greater London Authority à Londres, la situation étant plus contrastée pour les autres métropoles.
Trop à l'étroit dans ses 105 km2, la capitale ne peut aujourd'hui assumer seule efficacement le développement économique et la politique de l'habitat[réf. nécessaire].
En 2001 cependant, la nouvelle majorité municipale de Bertrand Delanoë crée une délégation à la coopération avec les collectivités territoriales d'Île-de-France. Elle est confiée à Pierre Mansat. Une étude des relations Paris-banlieue aux XIXe et XXe siècles a enfin été créé par l'université Paris 1 Panthéon-Sorbonne et l'EHESS.
Les aménagements contemporains portés par le schéma directeur de la région Île-de-France (SDRIF) vont dans le sens d'une amélioration de la continuité du tissu urbain entre Paris et sa banlieue (couvertures du boulevard périphérique, quartiers intercommunaux) et des transports de banlieue à banlieue : ligne  T1 (en cours de prolongement) du tramway d'Île-de-France, futures lignes de métro du Grand Paris Express.

### Protocoles d'accord

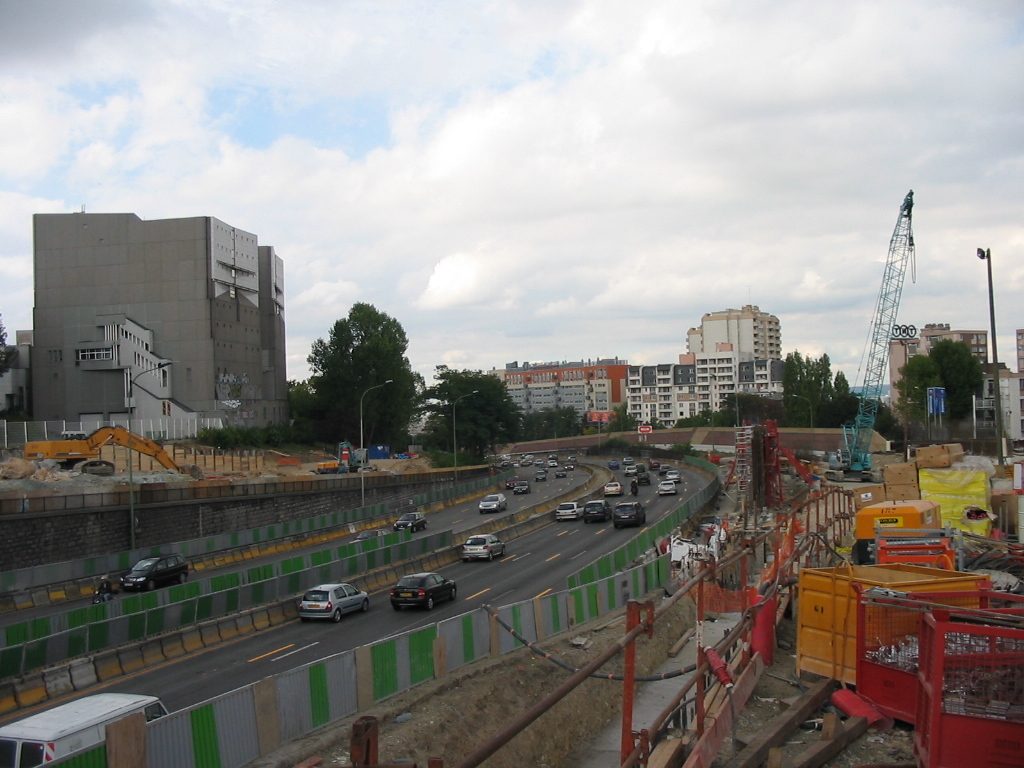
Couverture du périphérique à la porte des Lilas.

Depuis, de nombreux protocoles d'accord entre Paris et les collectivités territoriales de son agglomération ont été signés.
- Seine-Saint-Denis : Montreuil-sous-Bois (juin 2002), Pantin (novembre 2004), Saint-Ouen, (mars 2003), communauté d'agglomération Plaine Commune (juin 2005), Clichy-sous-Bois (une première puisque la collectivité n'est pas limitrophe de la capitale), Bobigny (février 2009), conférence interdépartementale avec la Seine-Saint-Denis.
- Hauts-de-Seine : Vanves (juin 2003), Issy-les-Moulineaux (septembre 2003), Clichy (novembre 2003), Malakoff (septembre 2004), Boulogne-Billancourt.
- Val-de-Marne : syndicat mixte de la Bièvre (juillet 2002), Nogent-sur-Marne, Joinville-le-Pont (mai 2004), conférence interdépartementale avec le Val-de-Marne (novembre 2003), Gentilly, Saint-Mandé, Vincennes, Ivry-sur-Seine (septembre 2006).

D'autres sont prévus : Bagnolet et Fontenay-aux-Roses.
Les protocoles d'accord coordonnent l'action publique locale de la capitale et de chaque collectivité limitrophe : mise en commun de moyens d'expertise, techniques, d'informations, logement, emploi, politique culturelle, environnement. Des aménagements, enfin, matérialisent les nouvelles relations entre Paris et sa banlieue, effaçant la rupture urbaine introduite par le boulevard périphérique : passerelles et nouveaux modes de circulation douce, couvertures du périphérique (porte des Lilas, porte de Vanves, quartiers intercommunaux).

## Historique

### Conférence métropolitaine
La conférence métropolitaine de l'agglomération parisienne a été mise en place en juillet 2006 et s'est réunie à  propos des déplacements urbains en octobre 2006. Elle s'est réunie cinq fois depuis pour débattre principalement des questions d'habitat et de transport.
Elle regroupait 63 communes de la zone dense de l'agglomération.
Elle représentait un lieu de concertation entre la capitale et son agglomération. Sans institution pérenne dotée d'un statut ou d'un budget, elle s'inspirait des pays et de leurs conseils de développement ou encore des formes de coopération intercommunale associative comme l'association des collectivités territoriales de l'Est parisien (ACTEP).

### Initiative de Plaine Commune
Le 8 février 2008, Patrick Braouezec, Président de la communauté d'agglomération Plaine Commune, saisit son instance de démocratie participative, le Conseil de développement de la Communauté d'agglomération, en sollicitant sa contribution sur « l’avenir de la métropole francilienne ». Le 26 novembre 2008, le conseil de développement de Plaine Commune présente sa contribution au bureau communautaire. La contribution sur le « Grand Paris » et l'avenir de la métropole francilienne est publique sur le site internet de Plaine Commune. Soucieux de la légitimité démocratique du projet retenu, le conseil de développement de Plaine Commune invite tous les acteurs concernés à construire un projet partagé avec la population francilienne. Pour sa part, il invite les 8 Conseils de développement d'Île-de-France à se saisir de la question.

### Assises de la métropole
Elles se sont tenues le 25 juin 2008 aux Docks de Saint Ouen en présence d'élus municipaux, des conseils généraux et régionaux ainsi que de représentants de l'état et d'experts.
Il a été décidé la création d'un syndicat mixte ouvert.
Ce syndicat fonctionne selon des groupes de travail thématiques. Le 5 novembre 2008 les statuts de cette nouvelle structure ont été approuvés et celle-ci a vu officiellement le jour le 30 avril 2009.

### Syndicat mixte d'études

Ancien logotype de Paris Métropole

Paris Métropole a été créé en février 2009 sous la forme d'un syndicat mixte ouvert d'études qui regroupait 75 membres fondateurs : 54 communes, 15 EPCI, 5 conseils généraux et le Conseil régional d'Île-de-France.
Lors de la séance d'installation du 10 juin 2009, Paris Métropole comptait 93 membres : 67 communes, 19 EPCI, 6 conseils généraux et le Conseil régional d'Île-de-France. Le territoire des communes et EPCI adhérentes au 4 octobre 2010 couvrait 1 582 km2 pour une population de 8 071 471 habitants (lors du recensement de 2006),.
Lors de la séance d'installation du 10 juin 2009, Jean-Yves Le Bouillonnec, député-maire de Cachan, a été élu président du syndicat mixte ouvert d'études Paris Métropole pour un an.
Lors de la séance plénière du 4 octobre 2010, Paris Métropole accueille quarante nouveaux membres, parmi lesquels les départements des Yvelines et des Hauts-de-Seine, jusqu'ici réticents à intégrer le syndicat mixte métropolitain. En novembre 2010, 19 nouvelles collectivités adhèrent au syndicat mixte d'études.
Lors de sa séance du 16 décembre 2016, Paris Métropole est devenu le Forum métropolitain du Grand Paris, afin notamment d'éviter les confusions avec la Métropole du Grand Paris. Les statuts du syndicat ont également évolué pour permettre plus de flexibilité dans son fonctionnement,,.

## Territoire syndical
Au 1er janvier 2016, le Forum métropolitain du Grand Paris regroupe plus de 200 collectivités franciliennes parmi lesquelles :
- Conseil régional d'Île-de-France
- 4 conseils départementaux :
  - Hauts-de-Seine
  - Paris
  - Seine-Saint-Denis
  - Val-de-Marne

Les conseils départementaux de grande couronne (Essonne, Seine-et-Marne, Val d'Oise et Yvelines) en ont fait partie mais l'ont depuis quitté.
La Métropole du Grand Paris et la Ville de Paris.
- 11 établissements publics de coopération intercommunale :
  - CA Cœur d'Essonne Agglomération
  - CA de Marne et Gondoire
  - CA du Val d'Europe
  - CA Grand Paris Sud Seine Essonne Sénart
  - CA Plaine Vallée
  - EPT 11 - Grand Paris Sud Est Avenir
  - EPT 12 - Grand-Orly Seine Bièvre
  - EPT 3 - Grand Paris Seine Ouest
  - EPT 4 - Paris Ouest La Défense
  - EPT 6 - Plaine Commune
  - EPT 2 - Vallée Sud Grand Paris
- 141 communes au 18 janvier 2019 :

| - Alfortville - Andrésy - Antony - Arcueil - Asnières-sur-Seine - Aubervilliers - Aulnay-sous-Bois - Bagneux - Bagnolet - Bailly-Romainvilliers - Ballainvilliers - Bièvres - Bobigny - Bondy - Bonneuil-sur-Marne - Bougival - Boulogne-Billancourt - Bourg-la-Reine - Bry-sur-Marne - Bures-sur-Yvette - Bussy-Saint-Georges - Cachan - Carrières-sous-Poissy - Champigny-sur-Marne - Charenton-le-Pont - Châtillon - Chaville - Chelles - Chennevières-sur-Marne - Chevilly-Larue - Chilly-Mazarin - Choisy-le-Roi - Clamart - Clichy | - Clichy-sous-Bois - Colombes - Coubron - Courbevoie - Créteil - Dugny - Enghien-les-Bains - Épinay-sur-Seine - Fontenay-aux-Roses - Fontenay-sous-Bois - Fourqueux - Fresnes - Gagny - Garches - Gennevilliers - Gentilly - Gonesse - Guyancourt - Houilles - Issy-les-Moulineaux - Ivry-sur-Seine - Joinville-le-Pont - Juvisy-sur-Orge - L'Étang-la-Ville - L'Île-Saint-Denis - La Celle Saint-Cloud - La Courneuve - La Garenne-Colombes - La Queue-en-Brie - Le Blanc-Mesnil - Le Bourget - Le Kremlin-Bicêtre | - Le Perreux-sur-Marne - Le Plessis-Robinson - Le Plessis-Trévise - Le Pré-Saint-Gervais - Les Clayes-sous-Bois - Les Lilas - Les Mureaux - Levallois-Perret - Limeil-Brévannes - Linas - Louveciennes - Maisons-Alfort - Malakoff - Mandres-les-Roses - Mantes-la-Jolie - Mantes-la-Ville - Mareil-Marly - Marly-le-Roi - Marnes-la-Coquette - Meudon - Mitry-Mory - Montfermeil - Montigny-lès-Cormeilles - Montreuil - Montrouge - Nanterre - Neuilly-Plaisance - Neuilly-sur-Seine - Nogent-sur-Marne - Noiseau - Noisy-le-Sec - Orly - Ormesson-sur-Marne - Orsay - Pantin - Périgny | - Pierrefitte-sur-Seine - Poissy - Puteaux - Romainville - Rosny-sous-Bois - Rosny-sur-Seine - Rueil-Malmaison - Saint-Cloud - Saint-Denis - Saint-Mandé - Saint-Maurice - Saint-Ouen-sur-Seine - Santeny - Sarcelles - Sartrouville - Sceaux - Sevran - Sèvres - Stains - Suresnes - Thiais - Tremblay-en-France - Valenton - Vanves - Vaucresson - Vélizy-Villacoublay - Verrières-le-Buisson - Ville-d'Avray - Villecresnes - Villejuif - Villeneuve-le-Roi - Villeneuve-Saint-Georges - Villetaneuse - Villiers-sur-Marne - Vincennes - Viroflay - Vitry-sur-Seine - Wissous |

## Fonctionnement

### Siège
Le syndicat mixte a son siège à Paris 12e, 55 rue de Lyon.

### Élus
Le comité syndical du Forum métropolitain du Grand Paris rassemble toutes les collectivités membres (un élu délégué par collectivité) selon le principe « une collectivité, une voix ».
Le bureau du syndicat est composé d'une quarantaine d'élus qui rendent compte de la diversité politique et territoriale de la structure. Les représentants de la région, de la ville de Paris, des conseils départementaux et de la Métropole du Grand Paris sont membres de droits.
Le président du Forum métropolitain est élu pour un an selon un principe de rotation entre les différents groupes politiques pour respecter le caractère pluraliste de l'instance.

### Liste des présidents
| Période         | Période          | Identité                 | Étiquette     | Qualité |
| --------------- | ---------------- | ------------------------ | ------------- | --- |
| juin 2009       | novembre 2010    | Jean-Yves Le Bouillonnec | PS            | Maire de Cachan (1998 → 2018) Député du Val-de-Marne (11e circ.) (2002 → 2017)                                                                                 |
| novembre 2010   | décembre 2011    | Jacques J. P. Martin     | UMP           | Maire de Nogent-sur-Marne (2001 → ) Conseiller général de Nogent-sur-Marne (1988 → 2015)                                                                       |
| 6 décembre 2011 | 17 décembre 2012 | Patrick Braouezec        | FASE          | Président de la Communauté d'agglomération Plaine Commune (2005 → 2020) Député de la Seine-Saint-Denis (2e circ.) (1993 → 2012)                                |
| décembre 2012   | décembre 2013    | Philippe Laurent         | UDI           | Maire de Sceaux (2001 → ) |
| décembre 2013   | décembre 2014    | Daniel Guiraud           | PS            | Maire des Lilas (2001 → ) Vice-président du Conseil général puis départemental de la Seine-Saint-Denis (2012 → )                                               |
| décembre 2014   | décembre 2015    | Patrick Devedjian        | LR            | Président du Conseil départemental des Hauts-de-Seine (2007 → 2020) Député des Hauts-de-Seine (13e circ.) (1986 → 2002, 2005 → 2009, 2010 → 2017)              |
| décembre 2015   | décembre 2016    | Patrick Jarry            | apparenté FDG | Maire de Nanterre (2008 → ) Vice-président de l'EPT Paris Ouest La Défense (2016 → ) Président de l'EPADESA (2013 → 2017)                                      |
| décembre 2016   | décembre 2017    | Jean-François Vigier     | UDI           | Maire de Bures-sur-Yvette (2008 → ) Conseiller régional (2015 → )                                                                                              |
| décembre 2017   | avril 2018       | Jean-Marc Nicolle        | MRC           | Maire du Kremlin-Bicêtre (2016 → 2020) Conseiller régional (2010 → ) Démissionnaire à la suite d'une mise en examen                                            |
| mai 2018        | décembre 2018    | Jean-Yves Le Bouillonnec | PS            | Maire de Cachan (1998 → 2018) Député du Val-de-Marne (11e circ.) (2002 → 2017)                                                                                 |
| décembre 2018,  | octobre 2020     | Vincent Jeanbrun         | LR            | Assistant parlementaire Maire de L'Haÿ-les-Roses (2014 → ) Conseiller régional (2015 →) Conseiller départemental de L'Haÿ-les-Roses (2015 → 2016)              |
| octobre 2020,   | En cours         | Jean-Philippe Gautrais   | FG            | Directeur du patrimoine à la Fondation de la Croix Saint-Simon Maire de Fontenay-sous-Bois (2016 → ) Vice-président de l'EPT Paris Est Marne et Bois (2016 → ) |

### Compétences
Le forum métropolitain est une structure d'études et de programmation.

### Budget et fiscalité
Le syndicat mixte est un établissement public de coopération intercommunale sans fiscalité propre.
Pour financer ses travaux, le syndicat est financé par les contributions de ses membres.

### Comité des partenaires
Le Comité des partenaires, prévu à l’article 10 des statuts de Paris Métropole, a été lancé le 1er juillet 2010, à la Chambre de Commerce et d’Industrie de Paris. Présidé par Pierre-Antoine Gailly[Quand ?], président de la CCIP, le Comité des partenaires travaille aux côtés de Paris Métropole sur toutes les questions intéressant le territoire métropolitain et son devenir[réf. nécessaire].
En 2011, le Comité a élaboré deux contributions :
- une contribution sur la logistique urbaine, réalisée par un groupe de travail du Comité des partenaires piloté par le Groupe La Poste ;
- une contribution sur la gouvernance de la métropole, produite lors d’un séminaire du Comité des partenaires organisé le 9 décembre 2011.

## Projets et réalisations

### Travaux par groupes
Les travaux du syndicat s'organisent par groupe de travail. Chaque année, les élus décident des thèmes sur lesquelles ils souhaitent travailler ; certains groupes existent depuis le début comme celui sur la solidarité financière. Le syndicat travaille régulièrement sur la question de l'articulation entre les différents types de territoires (urbain, périurbain, rural) et sur les évolutions législatives qui concernent l'espace métropolitain.
Les travaux du groupe solidarité financière ont contribué à la création de la version moderne du « Fonds de solidarité des communes de la région Île-de-France » (FSRIF) et suivent de près les conséquences financières des évolutions de péréquation et de dotation, notamment pour pouvoir faire des propositions annuelles sur le projet de loi de finances (PLF).
Les travaux du groupe articulations territoriales ont mené à la publication d'une étude en 2016 qui analyse la mise en place de la Métropole du Grand Paris et des EPCI de grande couronne Nouvelle organisation territoriale pour le Grand Paris : quel risque d'effets frontières ?.
En 2017, les élus ont souhaité lancé en lien avec l'AMIF, la Ville de Paris et la MGP une démarche qui vise à penser les mobilités en 2030 afin de développer une action publique concertée et adaptée aux enjeux futurs. En parallèle, un travail d'audit de la mise en place de la réforme territoriale est mené à destination des élus locaux et de leurs DGS pour évaluer les avancées et les points qui restent perfectibles dans la nouvelle organisation.
Le syndicat a lancé deux campagnes de concertation en 2012 Demain, quel Grand Paris ? et en 2015 Mon Grand Paris à destination des habitants de la métropole pour qu'ils puissent contribuer au projet métropolitain. En 2017, il existe un groupe sur la concertation qui vise à travailler à la mise en place d'un dispositif pérenne de concertation à l'échelle métropolitaine.

### Appel à initiatives Paris Métropole
Le 31 mai 2010, Paris Métropole a lancé un « Appel à initiatives » : chaque collectivité membre est appelée à proposer, avant le 24 septembre 2010, une initiative émanant de son territoire et porteuse de valeurs telles que solidarité, partage, attractivité et hospitalité. Ces initiatives peuvent être de différentes natures : culturelles, économiques, urbaines, sociales, etc. Durant l’automne, ces initiatives seront exposées et débattues publiquement lors de forums locaux.

## Paris Métropole et la gouvernance du Grand Paris
Paris Métropole est un syndicat mixte qui regroupe les collectivités locales du périmètre étendu du Grand Paris. Plusieurs projets de réforme territoriale ont été débattus pour structurer institutionnellement la métropole parisienne. Plusieurs rapports ont été rédigés depuis le rapport de Philippe Dallier du 8 avril 2008, le rapport de la commission dirigée par Édouard Balladur, le rapport de Jean-Paul Planchou dans le cadre de la réforme territoriale. Cependant, la question de la gouvernance du Grand Paris a fait l'objet de multiples contestations et n'a jamais fait l'objet d'une réforme structurelle. Bien que des associations citoyennes réclament depuis 2006 une gouvernance commune de la première métropole française, à l'image des métropoles de province comme le Grand Lyon ou étrangères comme le Grand Londres, afin de diminuer les strates administratives et d'associer démocratiquement les citoyens au projet d'agglomération. Le dernier rapport en date, le rapport de Jean-Pierre Caffet, effectué à la demande du Maire de Paris Bertrand Delanoë, livre son analyse sur la question avec prudence et privilégie les projets partagés.
Le projet de loi de Modernisation de l'action publique territoriale et d'affirmation des métropoles prévoit dans sa version débattue au Sénat la constitution en 2016 d'un syndicat mixte s'apparentant au pôle métropolitain, la Métropole de Paris, centré notamment sur la question du logement. Cette hypothèse étant rejetée en juin 2013, le gouvernement introduit à l'Assemblée nationale des dispositions faisant de la Métropole du Grand Paris un projet d'intercommunalité regroupant les communes de Paris et des trois départements de la Petite couronne (Hauts-de-Seine, Seine-Saint-Denis, Val-de-Marne) devant être créé au 1er janvier 2016.
Lors de la séance de décembre 2015, quelques semaines avant la création de la Métropole du Grand Paris, Paris Métropole acte que le futur président de la MGP sera un élu de droite pour respecter l'orientation donnée par les élections municipales de mars 2014

## Paris Métropole et Grand Paris
Outre Paris Métropole, qui résulte d'une initiative des collectivités, plusieurs autres structures ont été créées, à l'initiative du Gouvernement, sur le territoire du « Grand Paris ».
- Loi relative au Grand Paris
La loi relative au Grand Paris du 5 juin 2010[39] s’articule autour de deux idées-force :
  - la mise en place d’un réseau de transport et de pôles économiques majeurs autour de Paris ;
  - une Société du Grand Paris (SGP) visant à mettre en œuvre ce réseau de transport : la SGP est un établissement public de l’État à caractère industriel et commercial. Elle a pour mission principale « de concevoir et d’élaborer le schéma d’ensemble et les projets d’infrastructures composant le réseau de transport public du Grand Paris et d’en assurer la réalisation, qui comprend la construction des lignes, ouvrages et installations fixes, la construction et l’aménagement des gares, y compris d’interconnexion, ainsi que l’acquisition des matériels roulants conçus pour parcourir ces infrastructures, et […] leur entretien et leur renouvellement. À cette fin, l’établissement public de la « Société du Grand Paris » peut acquérir, au besoin par voie d’expropriation ou de préemption, les biens de toute nature, immobiliers et mobiliers, nécessaires à la création et à l’exploitation des infrastructures du réseau de transport public du Grand paris (article 7 de la loi relative au Grand Paris).

- Place de Paris Métropole dans la Société du Grand Paris

L’article 3 de la loi du 3 juin 2010 relative au Grand Paris prévoit que Paris Métropole dispose d’un avis consultatif sur le schéma d’ensemble du réseau de transport public Grand Paris :
« Le schéma d'ensemble du réseau de transport public du Grand Paris visé au II de l'article 2 est établi après avis des collectivités territoriales et de leurs établissements publics de coopération intercommunale, s'ils sont compétents en matière d'urbanisme ou d'aménagement, de l'association des maires d'Île-de-France, du syndicat mixte Paris-Métropole, du Syndicat des transports d'Île-de-France et de l'atelier international du Grand Paris ».
L’article 21 de la même loi prévoit que Paris Métropole dispose d’un avis consultatif sur les contrats de développement territorial, outil nécessaire à la mise en œuvre d’aménagements pour la mise en place du réseau de transport :
« Des contrats de développement territorial peuvent être conclus pour la mise en œuvre des objectifs définis à l'article 1er entre le représentant de l'État dans la région, d'une part, et les communes et les établissements publics de coopération intercommunale pour les objets relevant des compétences qui leur ont été transférées, d'autre part.
La région, le département concerné, l'association des maires d'Île-de-France et le syndicat mixte « Paris-Métropole » sont consultés préalablement à la signature du contrat. »
- Atelier international du Grand Paris

L’Atelier international du Grand Paris (AIGP), dont Bertrand Lemoine a été nommé directeur général le 9 février 2010, est installé depuis cette date au Palais de Tokyo à Paris. Cet atelier a la forme juridique d’un groupement d'intérêt public (GIP). Son organisation repose sur :
- un conseil scientifique rassemblant initialement les dix équipes pluridisciplinaires ayant participé en 2008-2009 à la consultation internationale sur « le Grand Pari de l’agglomération parisienne » ;
- un conseil d’administration rassemblant depuis juin 2011 des représentants de l’État (ministères de la Ville, de la Culture et de la Communication, de l'Écologie, Préfet de Paris et de l'Île-de-France) et des représentants de la Ville de Paris, de la région Île-de-France, de l’Association des maires d’Île-de-France (AMIF) et de Paris Métropole. Pierre Mansat, adjoint au maire de Paris chargé de Paris Métropole et des relations avec les collectivités territoriales d’Île-de-France est président du conseil d’administration de l’AIGP.

Cet Atelier se distingue de la Société du Grand Paris en ce qu’il permet de poursuivre le travail engagé par les dix équipes pluridisciplinaires de la consultation internationale du Grand Paris par la mise en place d’ateliers thématiques et géographiques. Il s’inscrit dans une démarche transversale. Il conduit et met en œuvre des actions de recherche, de développement, de valorisation et d’animation des réseaux de professionnels du cadre bâti. Il s’attache à favoriser le dialogue et la concertation entre tous les acteurs concernés du Grand Paris. Il constitue un lieu d’expérimentation, de création et de débat.
Après ses travaux sur la mobilité à l’automne 2010, dans le cadre des débats publics sur les projets de transport dans la région parisienne, l’Atelier continue, tout en veillant à garder une vision globale et prospective sur le devenir du Grand Paris, à poursuivre ses réflexions en lien avec de nombreux partenaires sur différentes problématiques transversales : habiter le Grand Paris, questions culturelles, transformations des territoires et contrats de développement territorial, évolution des règles d’urbanisme, programme de recherche sur « la ville au prisme de l’énergie », processus de révision du schéma directeur de la région Île-de-France (SDRIF), intensité urbaine, espaces ouverts et agriculture, etc.